# Lloyd's Coffee House
Pour les articles homonymes, voir Lloyd.

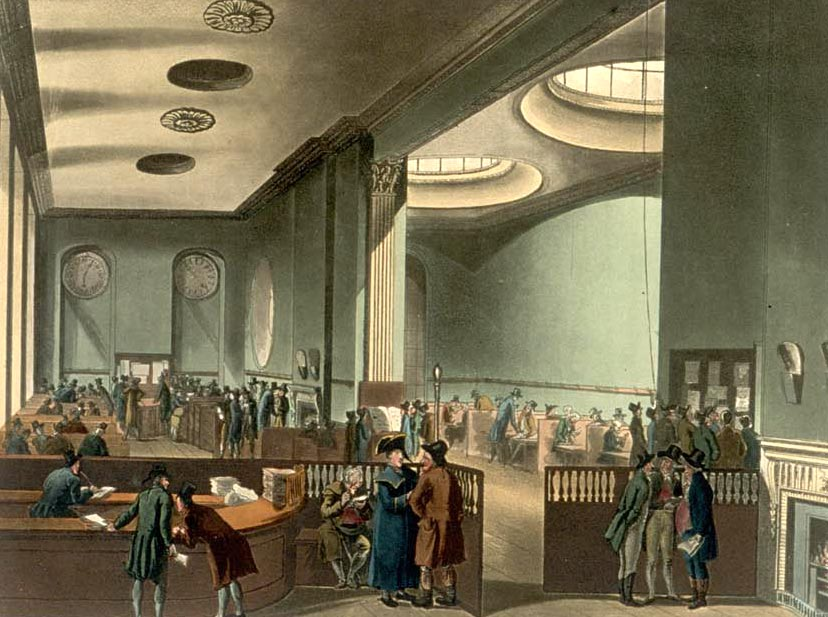
La salle de souscription de la Lloyd's au début du XIXe siècle.

Le Lloyds Coffee House est un café fondé à Londres en 1687 ou 1688 par Edward Lloyd, d'abord situé sur Tower Street, puis transféré en 1691 sur Lombard Street (Londres), où il subsista environ 80 ans. L'établissement était très populaire auprès des marins, marchands et armateurs à qui Lloyd fournissait des informations fiables quant aux expéditions ainsi que d'autres services. Les membres de l'industrie du commerce maritime se rencontraient en ce lieu pour y discuter entre eux de contrats d'assurance. 
Les compagnies maritimes commerciales qui cherchaient à faire assurer leurs navires inscrivaient à la craie, sur un tableau noir, diverses informations relatives au bateau et à sa cargaison. Les individus disposant des fonds nécessaires pour assurer le risque examinaient le tableau et écrivaient leur nom sous les informations (littéralement « sous-écrivaient ») du navire qu'ils décidaient d'assurer, indiquant ainsi qu'ils avaient évalué le risque et décidé de l'accepter. Cette façon de faire est à l'origine de l'utilisation du mot « souscription » dans le domaine des assurances, utilisation qui s'est perpétuée jusqu'à nos jours.
Très vite, le lieu est devenu un lieu unique d’information certifié, bannissant les autres sources écrites de l’intérieur de la Bourse, toute proche dans le Vieux Londres.

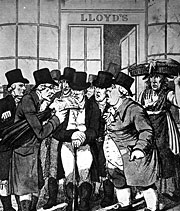